# Badminton-Afrikameisterschaft 1979
Die Badminton-Afrikameisterschaft 1979 fand vom 10. bis zum 20. April 1979 in Kumasi in Ghana statt. Es war die erste Austragung der kontinentalen Titelkämpfe in Afrika, wobei nur Mannschaftswettkämpfe ausgetragen wurden. Mit Ghana, Kenia und Tansania waren letztendlich nur drei Nationen am Start, da Nigeria kurzfristig absagen musste. Sambia wollte mit Bernard Mwapa und Charles Chimata zwei Junioren entsenden. Diese landeten jedoch in Accra und nicht in Kumasi, sodass sie zum Turnierstart letztendlich zu spät kamen.

## Medaillengewinner
| Disziplin    | Gold                                                                                 | Silber                                                                   | Bronze                                                                                        |
| ------------ | ------------------------------------------------------------------------------------ | ------------------------------------------------------------------------ | --------------------------------------------------------------------------------------------- |
| Herrenteam   | Kenia Moez Alibhai Andy Nicol Amjid Rasul Narendra K. Shah Rajesh Shah Pradesh Sodha | Tansania Ali Abed Fuad Ahmed Raju Chiplunkar Mukesh Nathwani Mukesh Shah | Ghana Kodjo Asamoah Ralph Bannerman-Wood Ralph Defoe Paul Kodjo Kumah Mario Kwami Frank Kwami |
| Damenteam    | Tansania Esther Mosha S. Chiplunkar Fatma Selemani                                   | Kenia Shamin Noormohamed Chris Maskell Naila Valani                      | Ghana Nelly Akainyah Abigail Haizel Phyllis Nimako-Boateng                                    |
| Juniorenteam | Kenia                                                                                | Tansania                                                                 | Ghana                                                                                         |